# シュパイアー行政大学院
シュパイアー行政大学院(Deutsche Universität für Verwaltungswissenschaften Speyer)は、行政を専門対象とするドイツ唯一の大学院大学。ラインラント＝プファルツ州シュパイアーに位置する。司法修習生研修、幹部公務員研修、修士号賦与(Aufbaustudium)、博士号授与(Promotion)、及び教授資格認定(Habilitation)等の教育活動と、国際・連邦・各州・各市町村行政に関する研究活動を任務とする。公法、行政、経済・近現代史、実証社会科学・政治の４専門分野において、19の講座が設置されている。2013/2014年冬学期に在籍した学生数は377名。
- 学長：ホルガー・ミューレンカンプ教授
- 副学長：ウルリッヒ・シュテルケンス教授

## 沿革
- 1947年	フランス占領軍によって国家行政アカデミーとして設立
- 1950年	ラインラント＝プファルツ州立シュパイアー行政大学院として再設置
- 1952年	連邦と当時全11州の共同設置体制へ移行
- 1990年	再統一後、新5州も共同設置体制に編入

## 教育課程

### 司法修習生研修
- 2段階からなるドイツの司法国家試験では、第一次試験合格後、第二次試験までの司法修習研修期間において、本大学院での一学期間の研修が、選択科目の一つとして設定されている。従って、必ずしも全ての修習生が本大学院での研修を経験するわけではない。毎学期、ほぼ200名の修習生が、本大学院での研修を経ている。

### 幹部公務員研修
- 連邦・各州・各市町村在職の幹部公務員に対して、短期集中（通常は一週間）の研修講座が、学期中及び夏季・冬季休業中に、多数設定されている。

### 修士課程
- 内外の学士もしくは修士課程の修了者、及びそれと同等の学力を有する者に対し、二学期一年間の修士課程（行政学修士：Mag.rer.publ.）が設定されている。 学位は、修士論文の提出・審査を経て、口頭試問に合格した者に授与される。学位評価は、秀(sehr gut)、優(gut)、良(vollbefriedigend oder befriedigend)、可(ausreichend)、不可（mangelhaft oder ungenuegend)である。
- また、2012年からは、学士課程修了者を対象とする四学期二年間の修士課程（学術修士：Master of Arts）も設置されている。行政学(Public Administration)、公共経済学(Öffentliche Wirtschaft)、法学（Staat und Verwaltung in Europa）、及び学術マネジメント（Wissenschaftsmanagement）の四課程があり、定員は各25名程度。

### 博士課程
- 内外の修士課程修了者、及びそれと同等の学力を有するものは、一定の条件を満足する場合、本人の申請に基づいて、本大学院博士課程学生となりうる。この博士課程学生が、本大学院に二学期以上在籍し、二つの演習を修了し、博士論文の提出・審査を経て、最終口頭試問に合格すると、行政学博士（Dr.rer.publ.）の学位が授与される。学位の評価は、逸(summa cum laude)、秀(magna cum laude)、優(cum laude)、良(rite)、不可（insufficienter）である。また、2006年からは、新たに国家学博士（Dr. rer. pol.）および法学博士（Dr. iur.）の学位も授与されるようになった。
- 2024年8月の時点で、1952年以来、499名に対し学位が授与されている。このうち、現在まで日本人は一名である。

### 教授資格認定
- 博士学位保持者で、教授資格認定論文の提出・審査を経て、模擬講義を実施し、本大学院理事会による口頭試問に合格した者に対して、当該専門領域における教授資格が認定される。なお、判定は合否のみである。2024年8月時点で、1961年以来、29名の教授資格取得者が輩出されている。

## 設定講座
- 比較行政学・政策分析：コレッテ・S・フォーゲラー教授
- 財政学：デシレー・クリストフツィク教授
- 公法（デジタル化法）：ダヴィッド・ロート＝イージィヒカイト教授
- 政治学：シュテファン・グロース教授
- 公法（経済・環境保護法）：シュテファン・コルテ教授
- 大学・学術管理：ミヒァエル・ホェルシャー教授
- 社会法・行政学：コンスタンツェ・ヤンダ教授
- 経済学（経済・交通政策）：アンドレアス・クノル教授
- 公共マネジメント：サーニャ・コラチ教授
- 公共部門の人事・管理・決定：　ミッシェル・モルナー教授
- 公共経営学：　ホルガ―・ミューレンカンプ教授
- 公法・国家学・比較法： カール＝ペーター・ゾンマーマン教授
- 公法（ドイツ・欧州の行政法）：　ウルリッヒ・シュテルケンス教授
- 公法（欧州法・国際法）：　ヴォルフガング・ヴァイス教授
- ICTマネジメント：　ベルント・W・ヴィッツ教授
- 公法（一般・特別行政法）：　ヤン・ツィーコウ教授
- ディジタル政府・ICT：　ヘンドリック・ショルタ教授
- 欠員二講座

## 著名退職教授
- ハンス＝ヘルベルト・アルニム（憲法）
- ヴィリ・ブリュメル（行政法）(故人)
- エーベルハルト・ボーネ（行政学）
- カール・ベォーレット（政治学）
- ディーター・デゥーヴェンダーク（経済学）
- ペーター・アイヒホルン（公共経営学）
- ギーゼラ・フェルバー（財政学）
- ルードルフ・フィッシュ（社会学）・フィッシュ（社会学）
- シュテファン・フィッシュ（行政史）
- ヘルムート・クラーゲス（行政社会学）
- クラウス・ケォーニヒ（行政学）
- クラウス・リューダー（公共経営学）
- ジークフリート・マギーラ（EU法）
- レナーテ・マインツ（行政社会学）
- デトレフ・メルテンス（経済・社会法）
- ルードルフ・モルザイ（行政史）
- ライナー・ピッチャス（行政法・開発政策）
- ヘルムート・クヴァリッチ（公法学）（故人）
- ハインリヒ・ライナーマン（行政情報学）
- ヴァルデマール・シュレッケンベルガー（立法学）
- ハインリヒ・ジーデントプフ（比較行政学）
- ヨアヒム・ヴィーラント（財政・租税法）

## 長期滞在日本人研究者・公務員
- 市原昌三郎　一橋大学名誉教授（行政法）
- 中西又三　中央大学教授（行政法・行政学）
- 手島孝　九州大学名誉教授（憲法・行政法）
- 保坂榮次　拓殖大学教授、國學院大學講師（行政法・行政学）
- 縣公一郎　早稲田大学教授（行政学）
- 福山宏　法務省大阪入国管理局長
- 亀田健二　関西大学教授（行政法）
- 米丸恒治　神戸大学教授（行政法）